# Swindon

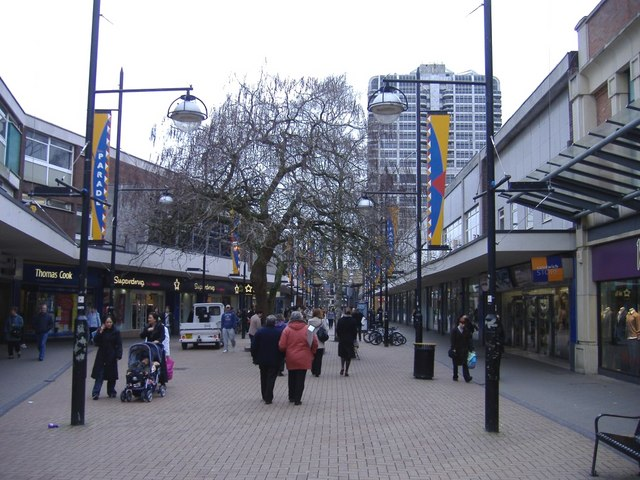
Centrum města s dominantou David Murray John Tower.

Swindon je město v anglickém hrabství Wiltshire, ležící asi 130 km západně od Londýna. Podle sčítání mělo roku 2011 209 200 obyvatel.

## Historie
První zmínka o Swindonu je v Domesday Book z 11. století pod názvem Suindune, což se překládá jako Prasečí vrch. Nevýznamný venkovský městys se dvěma a půl tisíci obyvateli se začal prudce rozvíjet ve 40. letech 19. století, kdy se stal klíčovým uzlem na Velké západní dráze z Londýna do Bristolu. Ve městě bylo zřízeno lokomotivní depo, které vyrostlo v jeden z nejdůležitějších strojírenských závodů v Anglii. V současnosti je největším zaměstnavatelem továrna Honda. Swindon bývá řazen k nejlepším místům pro život v celé Anglii: má nejlevnější nemovitosti v poměru k průměrné mzdě  a kriminalitu tak nízkou, že radnice vypnula pouliční bezpečnostní kamery.
Ve Swindonu se nachází Magic Roundabout, kruhový objezd, k němuž vede pět menších kruhových objezdů.
Ve městě sídlí fotbalový klub Swindon Town FC, který hraje League One, dále plochodrážní oddíl Swindon Robins (britský mistr roku 2012), kriketový Swindon Cricket Club, jeden z nejstarších v Anglii, a hokejisté Swindon Wildcats, působící v druhé nejvyšší britské soutěži.
Skladatelka Betty Roeová napsala o Swindonu stejnojmennou operu.
Mark Haddon umístil do Swindonu děj svého románu Podivný případ se psem.
Od roku 2002 se ve městě koná Swindonský literární festival.
Nachází se zde archiv English Heritage.

## Rodáci
- Dean Ashton, fotbalista West Ham United
- Rick Davies, hudebník, člen skupiny Supertramp
- Diana Dorsová, herečka
- Justin Hayward, kytarista a skladatel, člen skupiny Moody Blues
- David Hempleman-Adams, dobrodruh a cestovatel
- Richard Jefferies, spisovatel popisující krásy západoanglické přírody, má ve městě muzeum
- Billie Piper, herečka a zpěvačka
- Rachel Shelleyová, herečka
- Lewis Blisett, zpěvák, účastník The Voice Kids UK